# Distretto di Nisko
Il distretto di Nisko (in polacco powiat niżański) è un distretto polacco appartenente al voivodato della Precarpazia.

## Geografia antropica

### Suddivisioni amministrative
Il distretto comprende 7 comuni.
- Comuni urbano-rurali: Nisko, Rudnik nad Sanem, Ulanów
- Comuni rurali: Harasiuki, Jarocin, Jeżowe, Krzeszów